# Мозіль Юрій Іванович
Юрій Іванович Мозіль (псевдо Юра Клавішко, Юмік; нар. 2 квітня 1977 року в с. Біла Тернопільського району Тернопільської області) — український музикант, аранжувальник, саундпродюсер, радіожурналіст. Учасник гурту СКАЙ з 2004 року та гурту «Він Знає» з 1998 року. Український ендорсер музичних інструментів Clavia Nord. За віровизнанням — протестант.

## Життєпис
В 6 років старша двоюрідна сестра навчила його грати на фортепіано декілька простих п'єс, з того часу музика стала невід'ємною частиною життя. Вчився у музичній школі за класом скрипки. В дитинстві у хлопця було дві найбільших мрії — власний мопед, і власна «іоніка», тобто синтезатор. Через це годинами міг простоювати на весіллях біля музикантів.
У 13 років Юрій купив на власні кошти мотоцикл «Мінськ». Гроші заробив продаючи газети на вокзалах та у потягах. Через рік здійснив і другу мрію, придбавши за 10 американських доларів відчизняний синтезатор Юность-21.
В 15 років отримав запрошення стати клавішником у музичному гурті протестантської церкви. Там він грав понад 10 років, отримавши вишкіл як музикант і особистість. З 1998 року — клавішник гурту «Він Знає», одного з найпопулярніших християнських поп-рок гуртів в Україні.
1998—2005 — керівник продакшн-студії тернопільської FM-радіостанції «Радіо Тернопіль».
2004 року став сесійним клавішником тернопільського гурту СКАЙ, а з 2005 року став повноцінним його учасником. В той же рік гурт підписав контракт з українським музичним холдингом Lavina Music, співпраця з яким принесла гурту всеукраїнську популярність. Того ж року музиканти переїхали на постійне місце проживання до Києва.

## Цікаві факти
- При народженні чудом вижив, лікарі врятували немовля, зробивши повне переливання крові.
- Навчився читати в 4 роки, і писати в 5 років, на газеті у день смерті генсека СССР 1982 року написав «наш Брежнєв помер».
- 1990 року неодноразово затримувався міліцією за розповсюдження націоналістичної продукції.
- 2011 року на музиканта було здійснено розбійний напад. Відбиватися довелося з синтезатором.

## Освіта
Закінчив середню школу та протестантський теологічний коледж. Студент Київського університету культури і мистецтв (КНУКіМ), Інституту кіно і телебачення (заочне відділення).

## Особисте життя
Дружина Юлія, виховує двох синів, Марк та Назар.
Окрім роботи в гуртах СКАЙ і «Він Знає», пише власну музику, музику для кіно та реклами. Консультує музикантів та молоді гурти, проводить семінари та майстер-класи. Власник інтернет-магазину музичних інструментів. Захоплюється фотографією та відеозйомкою.

## Дискографія
- Він Знає — Мій Бог (1998)
- Він Знає — Кому Интересно (2000)
- СКАЙ — Те, що треба (2006)
- СКАЙ — Планета (2007)
- СКАЙ — Знак Оклику (2010)

## Відео
- Робот Wall-e рекламує альбом гурту СКАЙ (робота Юрія)
- Юра Мозіль. Інтерв'ю для «22 TV»
- Він Знає. Хто Чекає. [Архівовано 25 вересня 2016 у Wayback Machine.]